# Ray Brown
Raymond Matthews Brown (Pittsburgh, Pensilvania, 13 de octubre de 1926-Indianápolis, 2 de julio de 2002) fue un músico estadounidense considerado por muchos como uno de los más importantes e influyentes contrabajistas de jazz de la historia.

## Biografía
Ray Brown nace en el seno de una familia de gran tradición musical. Comenzó tomando lecciones de piano con ocho años, pero abandonó pronto el instrumento al advertir la gran cantidad de aspirantes a pianista con los que tendría que competir. Ante la imposibilidad de adquirir el instrumento de sus sueños, un trombón, el joven Brown decide adoptar el que se convertiría en su instrumento definitivo cuando uno de los tres puestos de contrabajistas de una orquesta de estudiantes local queda vacante, imaginando que el aprendizaje del nuevo instrumento le plantearía menos problemas que el piano. Sin embargo, cuando la orquesta inició sus conciertos por la ciudad de Pittsburgh, Ray se dio rápidamente cuenta de que no poseía el nivel suficiente para trabajar profesionalmente como contrabajista, de modo que comenzó a llevarse el instrumento de la orquesta a casa para poder estudiarlo en profundidad. 
El debut de Brown tuvo lugar en 1944, con el sexteto de Jimmy Hinsley, con quien estuvo de gira durante seis meses. Un año más tarde trabajó con la territory band de Snookum Russell, a quien decidió abandonar para iniciar a trabajar como bajista freelance en los clubes de jazz del Nueva York. Fue allí donde Brown conoció a su primer mentor, el trompetista Dizzy Gillespie, para quien trabajaría durante dos años, primero con su combo (integrado, además de Gillespie, por Charlie Parker, Bud Powell y Max Roach, y después con su Big band. Brown se casó con la cantante Ella Fitzgerald, para quien montó un trío de acompañamiento (formado por Hank Jones y Charlie Smith además del propio Brown) y para quien efectuaría labores de director musical. Tras el divorcio con Fitzgerald, ambos músicos seguirían trabajando juntos y cultivando una buena relación hasta el final de sus días. 
Durante las décadas de 1950 y 1960, Brown, ya instalado permanentemente en el establishment jazzistico neoyorquino,  grabó para innumerables artistas de renombre, como Quincy Jones, Milt Jackson, Lionel Hampton, Barney Kessel, pero fue su asociación con el gran pianista Oscar Peterson la que lo establecería definitivamente como uno de los gigantes del contrabajo. Las grabaciones que Brown efectuó junto a Peterson durante la década de 1960, casi todas bajo el sello Verve, figuran aún hoy día entre los ejemplos más relevantes del Arte del Trío en el lenguaje hard-bop, y son citadas una y otra vez por historiadores y críticos como ejemplos quintaesenciales del género. 
A mediados de la década de 1960, tras ceder a Sam Brown su puesto en el trío de Peterson, Ray Brown se instaló en Los Ángeles, donde inició su carrera como compositor freelance para cine y televisión además de continuar sus trabajos como  sideman de grandes estrellas. Del resto de la década, y de toda la siguiente, proceden sus colaboraciones con Billy Eckstine, Tony Bennett, Sarah Vaughan, Nancy Wilson, Milt Jackson, Quincy Jones o Frank Sinatra, su proyecto The L.A. Four (con Bud Shank, Laurindo Almeida y Shelly Manne) y la redacción de los varios libros didácticos de los que fue autor. Además, Brown se distinguía por su defensa a ultranza de los derechos laborales de los músicos. 
Durante las décadas de 1980 y 1990, Ray Brown dirigió sus propias formaciones, además de hacer giras mundiales con artistas como el pianista Gene Harris y la cantante y pianista Diana Krall. El bajista continuó trabajando hasta su muerte, que acaeció finalmente en el año 2002 en Indianápolis, mientras dormía plácidamente en su camerino esperando el inicio del espectáculo.
Un año más tarde la prestigiosa publicación de jazz Down Beat lo incluyó con honores en su galería de Ilustres del Jazz.
En cuanto a sus influencias, Brown siempre ha manifestado una profunda admiración por Jimmy Blanton, contrabajista de la orquesta de Duke Ellington y uno de los padres del contrabajo moderno de jazz, de quien siempre ha reconocido abiertamente la gran influencia que ha ejercido en él. Además siempre se ha referido en términos entusiastas a Stanley Clarke, Eddie Gómez o Niels Henning Orsted Pedersen, bajistas todos ellos de una generación posterior a Brown.

## Valoración
Junto a Charlie Mingus, Paul Chambers, Scott LaFaro u Oscar Pettiford, Ray Brown ocupa una posición destacada en la generación de bajistas de jazz que sucedieron generacionalmente a las exploraciones de Jimmy Blanton y que sentaron definitivamente las bases funcionales del contrabajo en el ámbito del jazz durante los años '40 del pasado siglo. Ray Brown poseía de una técnica formidable y una fuerte capacidad melódica que le permitía ejecutar complicados solos bebop en temas de gran velocidad y sofisticación armónica. Dotado de una gran firmeza rítmica, el bajista proporcionaba el pulso swing que necesitaba una música de enorme energía rítmica (como lo era la música de Oscar Peterson) de una forma verdaderamente magistral, hasta el punto de que muchos críticos se han referido a él como el ejemplo paradigmático y definitivo del contrabajista de jazz por excelencia.
Desde finales de la década de 1950, las contribuciones de Scott La Faro, Eddie Gómez, Niels-Henning Orsted-Pedersen, Stanley Clarke, Marc Johnson y los checos George Mraz y Miroslav Vitous han contribuido de forma notable al avance de la técnica del contrabajista de jazz, dándole al instrumento una orientación absolutamente novedosa; pero Brown, anterior a todos ellos, ha sabido mantener una posición de prestigio en esta comunidad de élite sin necesidad de adaptar su técnica o estilo a las modas del momento, precisamente porque, ya desde el principio, su avanzado estilo quedaba muy por delante de sus tiempos.
Aún hoy la forma de tocar de Brown sigue manteniendo una absoluta vigencia y sus grabaciones, particularemente las que realizó con Oscar Peterson, se mantienen como una enciclopedia musical de referencia para miles de aspirantes a bajistas de jazz en todo el mundo.

## Discografía parcial
Ray Brown es el músico con más referencias en el índice de la Guía Penguin de las grabaciones de jazz (The Penguin Guide to Jazz Recordings, publicada por primera vez en 1992). (enlace roto disponible en Internet Archive; véase el historial, la primera versión y la última). Con más de 2000 sesiones en su haber, la elaboración de una discografía exhaustiva de este contrabajista sería una tarea prácticamente imposible. A continuación se ofrece una pequeña selección de sus grabaciones.

### Como líder o colíder
- New Sounds in Modern Music (1946), Savoy Records.
- Bass Hit! (1956), Norgran Records (hoy, de Verve).
- This is Ray Brown (1958), Polygram.
- Jazz Cello (1960), Verve Records.
- Ray Brown with the All Star Band (1962), Verve Records.
- Featuring Cannonball Adderley (1962), Verve Records.
- Much in Common con Milt Jackson (1962), Polygram.
- Ray Brown with Milt Jackson (1965), Verve Records.
- This One's for Blanton (Duke Ellington, Ray Brown) (1972), Original Jazz.
- The Giants (Oscar Peterson, Ray Brown, Joe Pass) (1974), Original Jazz Classics.
- Hot Tracks (Herb Ellis and the Ray Brown Sextet) (1975), Concord Jazz.
- Brown's Bag (1975), Concord Jazz.
- Overseas Special (1975), Concord Jazz.
- The Big 3 (1975), Pablo Records
- As Good as it Gets (1977), Concord Jazz.
- Something for Lester (1977), (Japanese).
- Tasty! (1979), Concord Jazz.
- Live at the Concord Jazz Festival (1979), Concord Jazz.
- Echoes from West (1981), Atlas.
- Ray Brown, vol 3 (1982), Japanese.
- Milt Jackson (1982), Ray Brown Jam - (Pablo Records.
- Soular Energy (1984), Groove Note/Concord Jazz.
- One O'Clock Jump (1984), Verve Records.
- Bye Bye Blackbird (1985), Paddle Wheel.
- Don't Forget the Blues (1985), Concord Jazz.
- The Red Hot Ray Brown Trio[4]  (1985), Concord Jazz.
- Two Bass Hits (1988), Capri.
- Bam Bam Bam[4] (1988), Concord Jazz.
- Georgia on My Mind[5] (1989), LOB.
- Moore Makes 4[6] (1990), Concord Jazz.
- Summer Wind: Live at the Loa (1990), Concord Jazz.
- 3 Dimensional: The Ray Brown Trio (1991), Concord Jazz.
- Bassface (1993), Telarc.
- Black Orpheus[7] (1994), Evidence
- Don't Get Sassy (1994), Telarc.
- Some of My Best Friends Are ... The Piano Players (1994), Telarc.
- Seven Steps to Heaven[8] (1995), Telarc.
- Some of My Best Friends Are ... The Sax Players (1996), Telarc.
- Live at Scullers (1996), Telarc.
- SuperBass (1997), Telarc.
- Some of My Best Friends Are ... Singers (1998), Telarc.
- Summertime (Ray Brown Trio, Ulf Wakenius)[9] (1998), Telarc.
- Moonlight in Vermont[10][11] (1998), Prevue.
- Christmas Songs with The Ray Brown Trio (1999), Telarc.
- Some of My Best Friends Are ... The Trumpet Players (2000), Telarc.
- Blues for Jazzo (2000), Prevue.
- Live at Starbucks (2001), Telarc.
- SuperBass 2 (2001), Telarc.
- In the Pocket (Herb Ellis/Ray Brown Sextet) (2002), Concord Jazz.
- Some of My Best Friends Are ... Guitarists (2002), Telarc.
- Walk On (2003), Telarc.
- Live from New York to Tokyo (2003), Concord Jazz.
- Bassics: The Best of the Ray Brown Trio 1997-2000 (2006), Concord Jazz.

### Como codirector
- Quadrant (1977), con Milt Jackson, Joe Pass y el baterista Mickey Roker (n. 1932), Original Jazz Classics.
- Rockin' in Rhythm (1977), con Hank Jones y el baterista Jimmie Smith (n. 1938), Concord Jazz.
- As Good as It Gets[12] (2000), Concord Jazz.
- Tasty[12] (1978), con Jimmy Rowles, Concord Jazz.
- Breakin' Out (1987), con George Shearing y el baterista Marvin Smith, Concord Jazz.
- Listen Here! (1989) with Gene Harris Quartet, Concord Jazz.
- Uptown: Songs of Harold Arlen, Duke Ellington & Others (1990), con André Previn y el guitarrista Mundell Lowe (n. 1922), Telarc
- Old Friends (1991), con André Previn, Telarc.
- The More I See You (1995), con Oscar Peterson, Clark Terry y Benny Carter, Telarc.
- Introducing Kristin Korb with the Ray Brown Trio[13] (1996), Telarc.
- Triple Play  (1998), Telarc.
- The Duo Sessions (2000), con Jimmy Rowles, Concord Jazz.
- Triple Scoop (2002), Concord Jazz.
- Ray Brown, Monty Alexander & Russell Malone[14] (2002), Telarc.
- Straight Ahead (2003), con Monty Alexander y Herb Ellis, Concord Jazz.

### Como acompañante
- Lady Day (1952), con Billie Holiday, ???
- Cosmopolite (album)|Cosmopolite (1952), con Benny Carter y Oscar Peterson, ???
- King of Tenors (1953), con Ben Webster, ???
- Bounce Blues (1953), con Ben Webster, ???
- Diz and Getz (1953), con Dizzy Gillespie y Stan Getz, ???
- Music For Loving: Ben Webster with Strings  (1954), con Ben Webster, ???
- Ella and Louis (1956), con Ella Fitzgerald y Louis Armstrong, ???
- The Poll Winners (1957), con Barney Kessel y Shelly Manne, Contemporary Records|Contemporary
- Coleman Hawkins Encounters Ben Webster (1957)
- Blossom Dearie (1957)
- Give Him the Ooh-La-La (1957)
- Once Upon a Summertime (1958)
- Blossom Dearie Sings Comden and Green[15] (1959)
- My Gentleman Friend (1959)
- Oscar, Ray, and Milt: The Very Tall Band (1961), con el Oscar Peterson Trio, Telarc.
- Night Train (1962), con el Oscar Peterson Trio, Polygram.
- These Are the Blues (1963), con Ella Fitzgerald, Verve.
- Montreux '77 (1977), con Oscar Peterson, Original Jazz Classics.
- The Gifted Ones' (1977), con Count Basie y Dizzy Gillespie.
- Soaring (1977), con Barney Kessel y el baterista Jake Hanna (1931 - 2010), ???
- Snooky and Marshall's Album (1978), con Snooky Young y Marshall Royal[16][17]
- Horn of Plenty[18][19] (1979), con Snooky Young
- Jackson, Johnson, Brown & Company  (1983), Original Jazz Classics
- King of America (1986), con Elvis Costello, Columbia.
- After Hours: Jazz Standards (1989), Telarc.
- The Legendary Oscar Peterson Trio Live at the Blue Note (1990), Telarc.
- Last Call at the Blue Note (1990), con Oscar Peterson, Telarc.
- Saturday Night at the Blue Note (1990), con Oscar Peterson, Telarc.
- Encore at the Blue Note (1990), con Oscar Peterson, Telarc.
- Jazz Showcase (1994), Telarc.
- Santa's Bag: An All-Star Jazz Christmas (1994), Telarc.
- Frank Morgan: Love, Lost & Found[20] (1995), Telarc
- Oscar and Benny (1998), con Oscar Peterson, Benny Green, Telarc.
- Jazz: Live from New York (2001), Telarc.